# Theodore Lyman
Theodore Lyman (1874 - 1954) fue un físico estadounidense, con importantes aportaciones al campo de la espectrografía.

## Semblanza
Lyman nació en Boston. Se graduó de la Universidad de Harvard en 1897, donde recibió su PhD en 1900 con la tesis titulada False Spectra from the Rowland Concave Grating (Espectros falsos de la rejilla cóncava de Rowland), siendo sus supervisores Joseph John Thomson y Wallace Clement Sabine y en la que dio a conocer los que posteriormente se llamarían fantasmas de Lyman, líneas espectrales falsas que (como sospechaba previamente Carl Runge) surgen de la luz óptica debido a errores en las redes de difracción.
Fue profesor asistente de física en Harvard y llegó a ser director del Jefferson Physical Laboratory. En 1926 renunció a sus cargos como profesor y catedrático pero continuó al frente del laboratorio hasta 1946.
Realizó importantes estudios sobre fenómenos como las difracciones de las longitudes de onda de la luz ultravioleta extrema descubierta por Victor Schumann, así como las propiedades de la luz de longitudes de onda extremadamente cortas, haciendo importantes contribuciones.
De especial relevancia fueron sus mediciones precisas de longitudes de líneas espectrales en el rango de 122,8 nm-167,5 nm obtenidas con el uso de un espectrómetro de vacío construido sobre la base de una red de difracción (estructura propuesta a Lyman por su mentor, Wallace Clement Sabine). También realizó investigaciones sobre la absorción de rayos ultravioleta en sólidos.
Durante la Primera Guerra Mundial se enlistó en las Fuerzas de Expedición Norteamericanas que fueron a Francia, donde alcanzó el rango de mayor de ingeniería.
Después de la guerra le resultó difícil volver al campo de la investigación 

“Cuando me retiraron del servicio en la primavera de 1919, me resultó imposible reanudar mi trabajo académico o mi investigación con entusiasmo. Me tomó un tiempo volver a incorporarme. Mientras tanto, varias personas habían entrado en el campo de la espectroscopia de vacío. Había perdido el liderazgo y nunca lo recuperé. Además, la prematura muerte del profesor Sabine aumentó mis cargas administrativas”.

## Premios y reconocimientos
- Medalla Rumford de la Academia Estadounidense de las Artes y las Ciencias, de la que, además, fue presidente entre 1924 y 1927[2]
- Medalla Elliott Cresson de la Sociedad Filosófica Estadounidense de la que, además, era miembro[2]
- Medalla Frederic Ives de la OSA, de la que, además, era miembro honorario[2]
- Miembro de la Academia Nacional de Ciencias[2]
- Presidente de la Sociedad Estadounidense de Física, de 1921 a 1922[2]
- Miembro de la Royal Geographical Society[2]
- Miembro honorario de la Royal Institution of Great Britain.[2]
- Es el epónimo de la serie de Lyman de las líneas espectrales.
- El cráter lunar Lyman lleva este nombre en su memoria.[7]
- El asteroide (12773) Lyman también conmemora su nombre.